# Mirvan II d'Ibérie
Mirvan ou Mirian II d'Ibérie (Meribanes en grec) est un roi d'Ibérie de 30 à 20 av. J.-C. selon la chronologie de Cyrille Toumanoff. La chronologie traditionnelle suivie par Marie-Félicité Brosset le fait régner également 10 ans de 33 à 23 av. J.-C.

## Biographie traditionnelle
Fils du roi Parnadjom Ier, selon les Chroniques géorgiennes, à la mort de son père et après la prise du pouvoir en 93 av. J.-C. par Artaxias, un fils du roi d'Arménie, il est emmené âgé de seulement un an à la cour du « roi de Perse » (c'est-à-dire des Parthes). Devenu adulte, il revendique le trône paternel comme héritier légitime du fondateur du royaume, Pharnabaze Ier. Repoussé par une partie des nobles, il envahit le pays avec une armée et le roi Pharnabaze II est tué avec Kartham, son gendre et fils adoptif.
D'après les Chroniques géorgiennes, Mirvan II monte sur le trône en 33 av. J.-C. à l'âge de 60 ans et il aurait régné pendant dix ans à Mtzkhétha après avoir contraint la femme de Pharnabaze II à l'épouser. Il en aurait eu un fils unique :
- Artaxias II d'Ibérie.

## Critique contemporaine
Christian Settipani souligne le caractère improbable de la chronologie de cette succession de rois d'Ibérie pourtant admise par Cyrille Toumanoff qui,  « défenseur convaincu des Annales géorgiennes, devrait expliquer comment Mirvan (II) (-30 à -20), peut être le fils de Pharnajom (-109 à -90), fils de Mirvan Ier (-159 à -109) et d'une fille de Saurmag (-234 à -159), fils de Pharnavaz né en -326 et roi de -299 à -234 ».